# لوزة لسانية

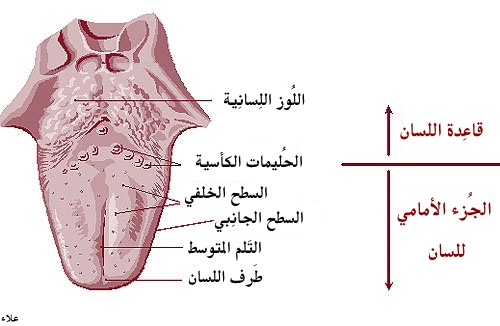
اللوز اللِسانية

اللوز اللسانية  (بالإنجليزية: Lingual tonsils)‏ ،هَي عبارة عن تَجمع مُغلف بشكل غير كامِل من الأنسجة الليفمية المتُواجِدة في الثُلث الخُلفي من قاعِدة اللسان .،وَتتبع اللوز اللسانية إلى الجِهاز الليمفي. تُغطى اللوز اللسانِية بـ ظِهارة حُرشفية طَبقية  ،وَتمتلك كُل لوزة لِسانية خَبيئة (crypt) ،حيث تتواجد الخبيئة في المَكان الذي تَفتح فيه القُنوات الناقلة في الغدد المُخاطية.

## معرض صور

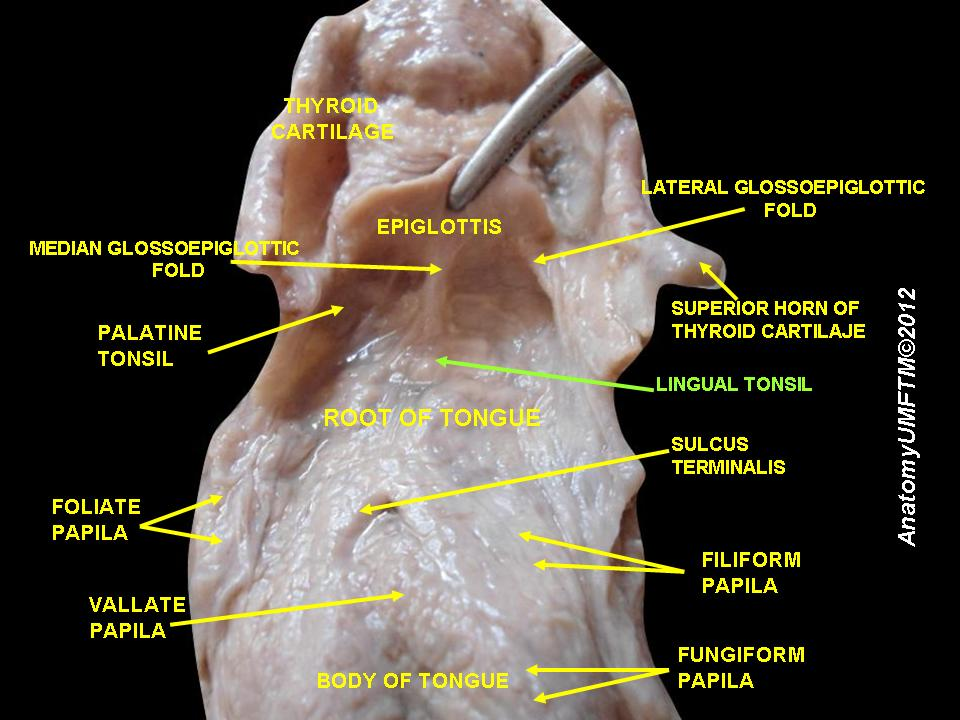
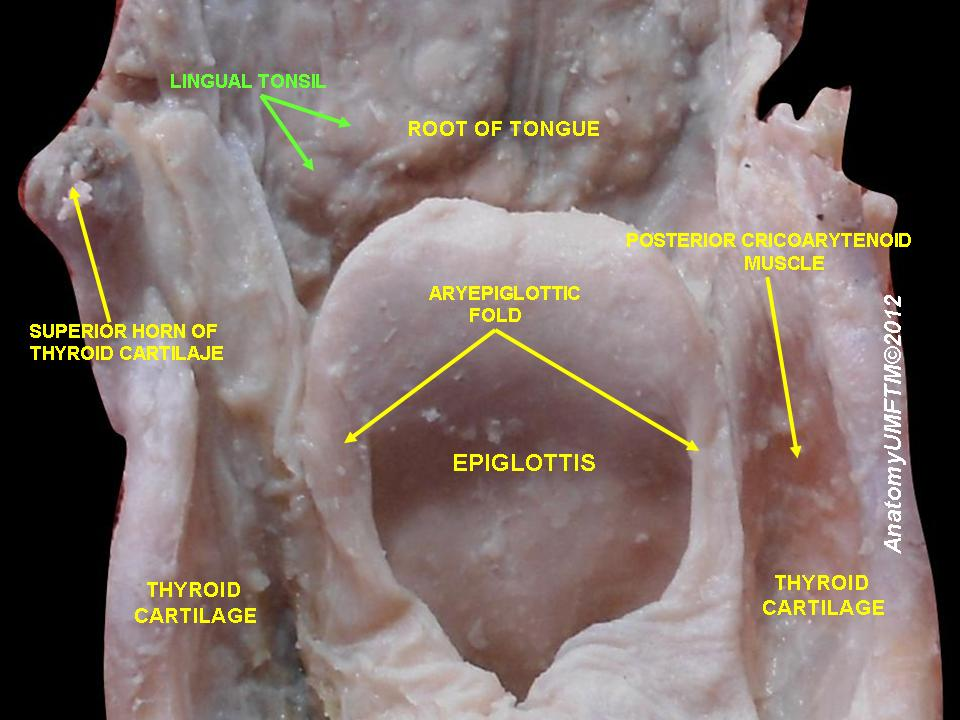
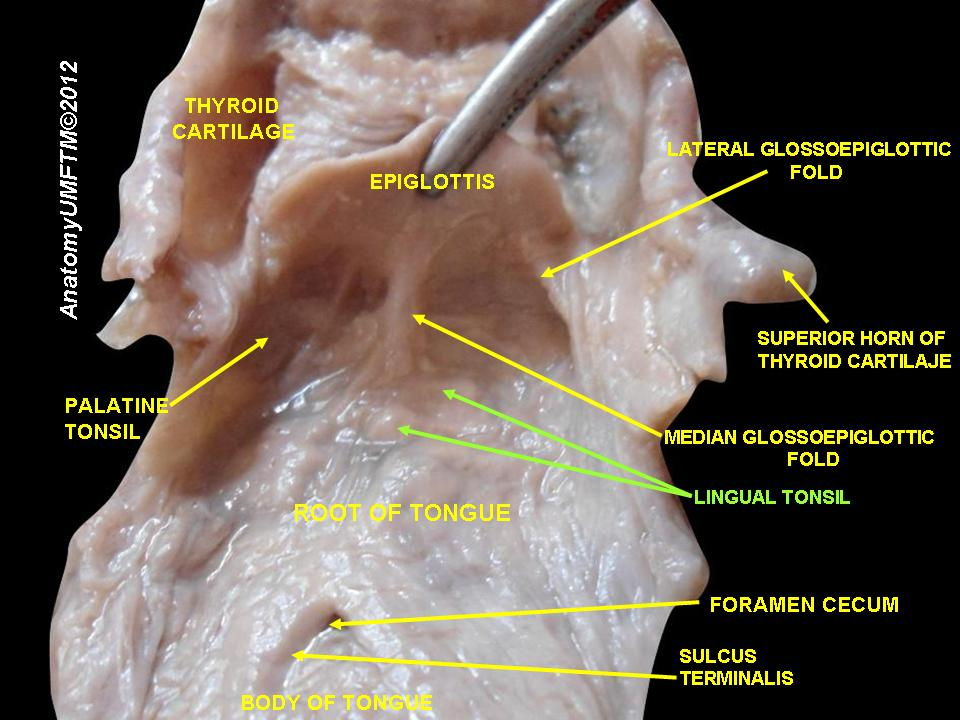